# Estêvão da Costa Pimenta de Sousa Meneses
Estêvão da Costa Pimenta de Sousa Meneses, 1º e único barão de Pomarinho (Braga, 12 de agosto de 1812 - ?) foi um nobre português.

## Biografia
Casou-se duas vezes: com Maria Rosa da Encarnação Costa e Silva, em janeiro de 1853, e com Maria Henriqueta Branco de Meneses, em 11 de agosto de 1883.
Feito barão pelo Decreto de 25 de maio de 1870, de D. Luís I de Portugal. Por não ter tido herdeiros de nenhum dos dois matrimônios, o título foi extinto após sua morte.